# Chanko

En Japón, el chanko o chanko-nabe (ちゃんこ鍋 en japonés) es el nombre que recibe la comida consumida por los luchadores de sumo con el propósito de ganar peso. Se trata de un guiso o cocido (nabe) de pescados, mariscos o carnes y verduras según la estación del año. Chanko es un término genérico que señala a la comida preparada en los «establos» de sumo (heya). Se cree que la palabra deriva de chan, ayudante de cocina, o de chan kuo, palabra china para un tipo de sartén.